# Винтерборн (Рейнланд-Пфальц)
Винтерборн (нем. Winterborn) — община в Германии, в земле Рейнланд-Пфальц.
Входит в состав района Доннерсберг. Подчиняется управлению Альзенц-Обермошель. Население составляет 185 человек (на 31 декабря 2010 года). Занимает площадь 8,45 км².